# Marcel Felder
Marcel Felder, den das Olympische Komitee Uruguays unter dem Namen Marcel Félder führt, (* 9. Juli 1984 in Montevideo) ist ein uruguayischer Tennisspieler.

## Karriere
Felder gewann 2001 an der Seite von Federico Dondo den uruguayischen Meistertitel im Doppel. In jenem Jahr wurde er Profi und etablierte sich vor allem als Doppelspezialist. So gelang ihm am 24. April 2012 erstmals der Sprung in die Top 100 in der Weltrangliste im Doppel. Seine höchste Platzierung erreichte er mit Rang 82 am 11. Juni desselben Jahres, was vor allem auf seine Erfolge auf der ATP Challenger Tour zurückzuführen ist. Dort gewann er neun Titel im Doppel, davon drei 2011 und vier weitere 2012. Zudem stand er in der Saison 2011 in vier weiteren Finals, in der Saison 2012 in einem. Sämtliche Titel bis auf einen gewann er auf dem südamerikanischen Kontinent. Im Einzel blieb ihm ein solcher Erfolg verwehrt. Auch bei Grand-Slam-Turnieren gelang ihm keine erfolgreiche Qualifikation. Am 16. Juni 2013 erklärte Felder, nach 14 Jahren der Wettbewerbsteilnahme zukünftig nicht mehr auf der ATP-Tour antreten zu wollen.
Seit 2000 spielt Felder für die uruguayische Davis-Cup-Mannschaft, in deren Geschichte er der erfolgreichste Doppelspieler ist. 2002 gehörte er dem Aufgebot Uruguays bei den Südamerikaspielen in Brasilien an. Dort gewann er an der Seite von Martín Vilarrubí Gold im Doppel. 2003 und 2007 nahm er mit dem uruguayischen Team an den Panamerikanischen Spielen teil.

## Erfolge
| Legende                                          |
| Grand Slam                                       |
| Tennis Masters Cup                               |
| ATP Masters Series ATP World Tour Masters 1000   |
| ATP International Series Gold ATP World Tour 500 |
| ATP International Series ATP World Tour 250      |
| ATP Challenger Tour (9)                          |

### Doppel

#### Turniersiege
| Nr. | Datum              | Turnier           | Belag     | Partner          | Finalgegner                        | Ergebnis          |
| --- | ------------------ | ----------------- | --------- | ---------------- | ---------------------------------- | ----------------- |
| 1.  | 21. August 2005    | Manta             | Hartplatz | Brian Dabul      | Franco Ferreiro Marcelo Melo       | 6:3, 4:6, 6:4     |
| 2.  | 10. August 2008    | Campos do Jordão  | Hartplatz | Brian Dabul      | Márcio Torres Izak van der Merwe   | 6:4, 7:69         |
| 3.  | 10. April 2011     | Pereira           | Sand      | Carlos Salamanca | Alejandro Falla Eduardo Struvay    | 7:65, 6:4         |
| 4.  | 25. September 2011 | Campinas          | Sand      | Caio Zampieri    | Fabrício Neis João Pedro Sorgi     | 7:5, 6:4          |
| 5.  | 2. Oktober 2011    | Recife            | Hartplatz | Guido Andreozzi  | Rodrigo Antônio Grilli André Miele | 6:3, 6:3          |
| 6.  | 11. März 2012      | Santiago de Chile | Sand      | Paul Capdeville  | Jorge Aguilar Daniel Garza         | 6:73, 6:4, [10:7] |
| 7.  | 29. April 2012     | São Paulo         | Sand      | Paul Capdeville  | André Ghem João Pedro Sorgi        | 7:5, 6:3          |
| 8.  | 13. Mai 2012       | Rio Quente        | Hartplatz | Guido Andreozzi  | Thiago Alves Augusto Laranja       | 6:3, 6:3          |
| 9.  | 10. Juni 2012      | Caltanissetta     | Sand      | Antonio Veić     | Daniel Gimeno Traver Iván Navarro  | 5:7, 7:65, [10:6] |